# Miejsce Piastowe
Miejsce Piastowe ist ein Dorf im Powiat Krośnieński der Woiwodschaft Karpatenvorland in Polen. Es ist Sitz der gleichnamigen Landgemeinde mit etwa 13.600 Einwohnern.

## Geographie
Der Ort liegt am Bach Lubatówka im Sanoker Flachland. Die Nachbarorte sind die Stadt Krosno im Norden, Łężany im Nordosten, Targowiska im Osten, Iwonicz im Südosten, Rogi im Südwesten, Wrocanka im Westen, sowie Głowienka im Nordwesten.
Durch Miejsce Piastowe verläuft die Staatsstraße DK 28, die Zator über Nowy Sącz mit Przemyśl verbindet, sowie DK 19 von Kuźnica durch Rzeszów nach Barwinek.

## Geschichte

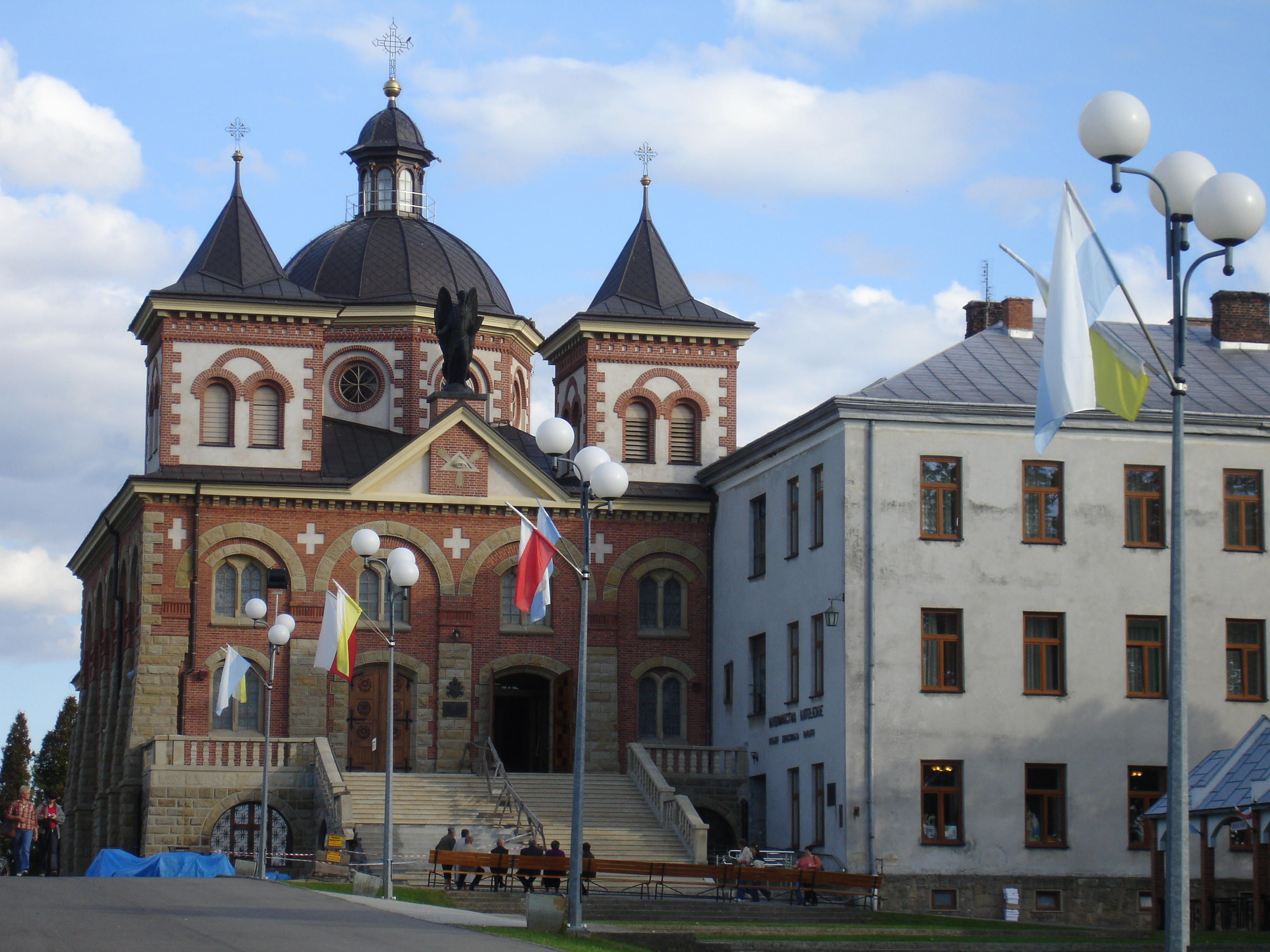
Bronisław-Markiewicz-Sanktuarium

Nach Adam Fastnacht könnte das Dorf als ethnisch polnische Siedlung schon vor dem Jahr 1340 bestanden haben, in der Zeit des Fürstentums Halytsch-Wolodymyr, wurde aber erst im Jahr 1358 im Verkaufsdokument (falsch datiert in der Abschrift auf das Jahr 1348) des Schulzenamts im Dorf Rogy (Rogi) als schon bestehender Ort Mesczcze (etwa Mieśćce, bis heute ein Haufendorf) erwähnt. Danach verlor der Ort an Bedeutung wegen der neugegründeten Stadt Krosno. Der Name Miejsce ist mit dem polnischen Wort Miasto (Stadt) verwandt und änderte sich von Messto [?] (1413), Mescze, Mesce (1423), Mesczecz (1427), Myestcze (1429), Myescze (1433) zu Myesczcze (1462). Vor dem Tod des Königs Kasimir des Großen wurde ein Schulzenamt eingeführt, das Dorf wurde also ins deutsche Recht übertragen. Die römisch-katholische Kirche wurde im Jahr 1427 erwähnt.
Im 15. Jahrhundert wurde das Gebiet teilweise von Walddeutschen besiedelt und der NS-Historiker Kurt Lück bezeichnete Miejsce als ein deutsches Dorf, aber die Forscher Adam Fastnacht, sowie Wojciech Blajer sahen in drei (bei nur vier bekannten) deutschen Nachnamen und einigen Flurnamen deutscher Herkunft nur ein unzureichendes Indiz zur endgültigen Beurteilung (wie auch in den Beispielen der Dörfer Głowienka, Wrocanka, sowie Rogi).
Das Dorf gehörte zunächst zur Königreich Polen (ab 1569 Adelsrepublik Polen-Litauen), Woiwodschaft Ruthenien, Sanoker Land. Bei der Ersten Teilung Polens kam Miejsce Piastowe 1772 zum neuen Königreich Galizien und Lodomerien des habsburgischen Kaiserreichs (ab 1804). Ab dem Jahr 1855 gehörte Miejsce Piastowe zum Bezirk Krosno.
Im Jahr 1893 wurde von Bronisław Markiewicz eine Pflegeheim für Kinder gegründet, erst danach wurde das Adjektiv Piastowy (von piastować, pflegen, kümmern) im Jahr 1897 im Ortsnamen ergänzt.
Nach dem Ende des Ersten Weltkriegs und dem Zusammenbruch der Habsburgermonarchie kam Miejsce Piastowe 1918 zu Polen. Unterbrochen wurde dies nur durch die deutsche Besetzung Polens im Zweiten Weltkrieg. Von 1975 bis 1998 gehörte Miejsce Piastowe zur Woiwodschaft Krosno.

## Gemeinde
Zur Landgemeinde (gmina wiejska) Miejsce Piastowe gehören neun Dörfer mit Schulzenämtern.